# Vrchteplá
Vrchteplá (in ungherese Felsőhéve) è un comune della Slovacchia facente parte del distretto di Považská Bystrica, nella regione di Trenčín.